# Klaus Petersdorf
Klaus Petersdorf (* 2. September 1937) ist ein ehemaliger deutscher Fußballtrainer und Sportfunktionär.

## Wirken
Petersdorf trainierte in den 1960er Jahren die Junioren des SC Frankfurt und wechselte nach dessen Auflösung 1969 zur BSG Stahl Eisenhüttenstadt.
Danach wirkte Petersdorf als Trainer der Fußball-Olympiaauswahl der DDR zu den Olympischen Sommerspielen 1972 sowie  als Leiter des wissenschaftlichen Zentrums des DDR-Fußballverbandes DFV.
Nachdem beim FC Carl Zeiss Jena 1983 der Vorsitzende Heinz Haßkarl zusammen mit dem Trainer Hans Meyer wegen Erfolglosigkeit abberufen wurde, berief ihn Generaldirektor Wolfgang Biermann zum neuen Vorsitzenden des Clubs. Nachdem auch weiterhin die Erfolge ausblieben, ersetzte Petersdorf 1984 den bisherigen Trainer Dietmar Pfeifer durch Lothar Kurbjuweit und verbat sich zugleich jegliche Einmischung durch den ehemaligen Nationaltrainer Georg Buschner, der seit seiner Entlassung von Biermann inoffiziell als Berater engagiert worden war. Im Jahre 1985 entschied sich Petersdorf für Funktionärstätigkeit in Berlin und legte den Vorsitz beim FC Carl Zeiss Jena nieder.
Petersdorf war 1990 letzter Generalsekretär des DFV und wurde danach Geschäftsführer des Nordostdeutschen Fußballverbands (NOFV). 
Anlässlich des 5. NOFV-Verbandstages erhielt er die Ehrenmitgliedschaft des Verbandes.
Klaus Petersdorf ist der jüngere Bruder des Satirikers Jochen Petersdorf.